# Aromaty
Aromaty, także aromaty spożywcze – substancje chemiczne nadające żywności pożądany smak lub zapach. Można wyróżnić wśród nich aromaty naturalne, syntetyczne, identyczne z naturalnymi i in. W Unii Europejskiej obowiązuje Rozporządzenie Parlamentu Europejskiego i Rady (WE) nr 1334/2008 z dnia 16 grudnia 2008 r. w sprawie środków aromatyzujących i niektórych składników żywności o właściwościach aromatyzujących do użycia w oraz na środkach spożywczych. Zgodnie z nim w produkcji środków spożywczych można stosować wyłącznie takie aromaty lub składniki żywności o właściwościach aromatyzujących, które spełniają dwa ważne warunki. Po pierwsze: nie zagrażają zdrowiu konsumentów i po drugie: ich stosowanie nie skutkuje wprowadzeniem konsumenta w błąd.

## Podział

### Aromaty naturalne
Aromaty naturalne są substancjami pozyskiwanymi najczęściej z roślin, np. cytral bądź limonen. Mogą być także pozyskiwane ze zwierząt albo mogą być pochodzenia mikrobiologicznego. 

### Aromaty syntetyczne
Aromaty syntetyczne to substancje otrzymywane w wyniku reakcji chemicznej. Są one najczęściej wykorzystywane w przemyśle spożywczym, ponieważ są najtańsze w produkcji. Są one także mniej zdrowe dla człowieka, chociaż występują w większości produktów spożywczych.

### Aromaty syntetyczne identyczne z naturalnymi
Mogą być to związki niewystępujące w przyrodzie (syntetyczne) lub występujące, jednak niepozyskiwane drogą naturalną (syntetyczne identyczne z naturalnymi).